# Torre Fossa
Torre Fossa is een plaats (frazione) in de Italiaanse gemeente Ferrara.